# 하프라이프의 등장인물 목록
이 리스트는 게임 하프라이프에 등장하는 인물들이다.

## 하프라이프

### 로젠버그 박사
로젠버그 박사(Dr. Rosenberg)는 하프라이프: 디케이에서 처음으로 등장하며, 뒤이어 하프라이프: 블루 쉬프트에도 등장하는 캐릭터이다.
지나 크로스 박사와 콜레트 그린 박사가 반질량 분광기 조종실에 도착하여 당시 담당 연구원이었던 켈러 박사로부터 지시를 받을 때, 로젠버그는 반질량 분광기의 안전 출력량을 지키기 위해 90% 이상 출력하지 말아야 한다고 말한다. 그러나 켈러 박사는 그의 견해를 각하하고 월리스 브린으로부터 내려진 지시 사항에 따라 실험을 진행한다. 이 과정에서 로젠버그는 일말의 불안감을 감추지 못하고 조종실에 남아 결과를 지켜보기로 했고, 결과적으로 대공명 현상에 휘말리고 말았다.
사고 발생 직후, 로젠버그는 켈러 박사에게 이 사고에 대해 져야 할 가장 큰 책임은 블랙 메사 연구소 직원들의 안전이라고 말한다. 물론 켈러 또한 자신들이 이 모든 것을 원상태로 되돌려 놓을 수 있다고 생각했으며, 그는 로젠버그와 함께 현 상황을 알리기 위해 위성 통신을 이용하여 외부에 연락, 연구소에서 대피하기로 한다. 지나와 콜레트는 로젠버그를 이끌어 위성 통신 본부에 데려갔고, 조난 신호를 외부에 발송한다. 로젠버그 박사는 구조대가 올 것을 기다리기 위해 기다렸고, 이것은 디케이에서 그의 마지막 행방이 된다.
블루쉬프트에서 다시 등장하는 로젠버그는 블랙 메사 연구소로 파견된 유해 환경 전투 부대에 의해 생포되어 컨테이너에 갇힌 상태였지만, 블루쉬프트의 주인공인 바니 칼훈이 그를 구출함에 따라 그의 동료들과 함께(시몬스, 월터 베넷) 텔레포트를 이용한 별도의 탈출 계획을 다시 짜게 된다. 연구소 내부의 텔레포트 장치를 이용하는 것인데, 로젠버그 박사는 탈출 목적지를 정확하게 설정하기 위해서 현재 젠에 설치된 중계소의 좌표 설정 주파수를 다시 맞춰야 한다며, 바니를 젠으로 보낸다. 바니는 이를 설정하는 데 성공하고 다시 돌아와 마지막으로 텔레포트의 전력을 충전하기 위한 충전지를 찾아 올려보낸 후 연구원들은 한 명씩 탈출한다.
탈출하는 이들 중 마지막인 바니의 텔레포트는 잠깐 불안정했지만, 그들은 연구소의 남쪽 터널로 무사히 탈출했고 결과적으로 생존하게 되지만 바니를 제외한 이들의 정황은 이후 하프라이프 시리즈에서 언급되지 않는다.

### 지나 크로스
지나 크로스(Gina Cross)는 하프라이프에서 최초로 등장하며(위험 환경 교육용 홀로그램), 하프라이프: 디케이에서 주인공으로 등장하는 인물이다.
H.E.V. 보호복의 설계도를 고안한 인물이며, 하프라이프 본편에서 고든 프리맨의 입사 교육 과정 당시 홀로그램으로써 지도를 담당하기도 했다.
고든 프리맨과 같은 C구역 연구소 소속이며 반질량 분광기 실험 당일날, 동료인 콜레트 그린 박사와 함께 반질량 분광기의 전원 조종과 출력량 조절을 담당하고 있었다. 상부의 명령을 곧이곧대로 따른 결과였지만 이로 인해 대공명 현상이 발생, 그들은 블랙 메사를 탈출하기 위해 로젠버그 박사와 함께 방도를 모색한다. 우선적으로 블랙 메사 연구소가 위험에 빠졌다는 사실을 외부로 알리기 위해 조난 신호를 위성 통신소에서 발신했고─이로 인해 그녀는 유해 환경 전투 부대의 개입을 불러일으키고 만다─, 젠 종족의 연이은 침공을 막기 위해 고든 프리맨이 발사했던 람다 위성을 통하여 수신기를 사용, 지구와 젠 사이의 차원을 닫는데 성공하고 그들은 무사히 탈출한다. 그러나 차원을 닫은 시도는 대공명 현상의 확대 현상으로 인해 다시 무마되고, 외계인의 침공을 세계적으로 확산시키며 결과적으로 콤바인의 주의를 끌게 되고 만다.

## 하프라이프 2

### 아이작 클라이너
아이작 클라이너(Isaac Kleiner)는 하프라이프 1에 잠시 등장하지만, 정확히는 하프라이프 2 이후부터 확실히 등장하는 캐릭터이다.
고든 프리맨과 일라이 밴스와 함께 블랙 메사 연구소에서 근무했으며, 일라이 밴스와는 친구 사이이다. 특히 고든의 스승이며, 바니 칼훈과도 알고 지내는 사이로, 그의 소개로 바니가 블랙 메사 연구소에서 일하게 되었다. 블랙 메사 사고에서 살아남은 이들 중 한 명이기도 하다. 그 이후로 외계인과 콤바인에게 저항하기 위해 텔레포트와 관련된 많은 기술적인 지원을 다루어왔으며 불리한 조건에도 불구하고 콤바인의 텔레포트보다 빠르고 안정적인 장치가 그의 연구실에 있을 정도이다. 일라이와 함께 통신장비 너머에서 여러 조언을 해주거나 콤바인 체계가 허술해진 틈을 타 콤바인의 모니터를 통해 연설하는 등 게임 진행과 세계관에서 넓게 영향을 미치고 있다.
애완동물로 젠의 외계생물인 헤드크랩─라마르를 키우고 있다. 다른 위험한 헤드크랩들과는 달리 부리를 뺐기 때문에 사람을 무는 일은 없게 해놓았다.
원작에서 그의 존재는 대공명 현상(하프라이프의 예측하지 못한 결과 챕터 직후)당시 일라이 밴스의 곁에 있었던 연구원으로 확인됐다. 이는 하프라이프의 스토리 작가인 마크 레이드로우에 의해 공인된 사실이다.

### 일라이 밴스
일라이 밴스(Eli Vance)는 하프라이프와 하프라이프 2에 등장하는 캐릭터로, 고든 프리맨, 아이작 클라이너, 어니 매그너슨과 지인 관계에 있는 인물이다.
하프라이프 초기 챕터에서 잠깐 등장하였으며, 하프라이프2에서 중심인물 중 한 명으로 다뤄진다. 하프라이프2의 중심인물 중 한명인 알릭스 밴스의 아버지이다.
과거 M.I.T 교수직을 맡았으며, 블랙 메사 사고에서 살아남은 인물 중 한명으로 고든 프리맨과 같은 물리학, 텔레포트를 전공한 연구원이기도 하다. 블랙메사 연구소에서 고든과 같은 구역인 C구역에서 근무했었다. 하프라이프2에서 그는 반시민들의 총지휘자이며, 하프라이프2에서 그는 블랙 메사 동부에서 지내다가, 공습으로 인해 노바 프로스펙트로 납치되었다. 고든과 알릭스에 의해 구출되었지만 주디스 모스맨 박사에 의해 다시 콤바인 요새로 워프하였으며 그 곳에 도착한 고든이 브린을 쫓는 사이, 주디스와 함께 요새를 빠져나간다. 그 뒤 화이트 포레스트의 반군기지에서 등장한다.
하프라이프 원작에서 그는 블랙 메사 사고 당시, 대공명 현상이 일어나기 직전 '예측하지 못한 결과에 대비하라'는 G맨의 목소리를 들은 적이 있었다. 그로부터 20년 후, 하프라이프 2: 에피소드 2에서 G맨이 알릭스에게 다시 한번 전한 '예측하지 못한 결과' 대로, 갑작스레 들이닥친 콤바인 조언자의 습격에 의해 목숨을 잃게 된다.
하프 라이프 1에서는 대공명 현상 직후 승강기를 타고 올라간 후 부상을 입어 누워있는 연구원 옆에 있다가 고든이 문을 지나갈 수 있도록 해주는 흑인 박사가 바로 일라이 밴스이다. 이것은 하프라이프 2: 에피소드 2의 화이트 포레스트에서 일라이가 한 말로 유추할 수 있다.
일라이 밴스는 밴스 선장과 일라이 맥스웰이라는 캐릭터에서 따왔다. 밴스 선장과 일라이 맥스웰은 현재 하프라이프2에서 삭제된 캐릭터들이다.

### 어니 매그너슨
어니 매그너슨(Arne Magnusson)은 하프라이프 2: 에피소드 2에서부터 등장하는 캐릭터로, 일라이 밴스, 아이작 클라이너와 더불어 과거 블랙 메사 연구소에서 탈출해 생존한 연구원이다.
블랙 메사 연구원 출신으로, 일라이와 클라이너가 근무하는 C구역에 함께 근무했었다. 이에 대한 근거는 에피소드 2 본편에서 매그너슨이 고든에게 말하는 것을 보면 알 수 있다. 실제로 플레이어는 본편 하프라이프에서 H.E.V. 보호복을 갈아입기 위해 가던 도중 휴게실에서 전자레인지에 담겨있는 매그너슨의 음식을, 버튼을 마구 눌러버림으로써 터지게 할 수 있다(이때 매그너슨이 '맙소사, 자네 지금 뭐하는 건가?'라고 말하는 것을 하프라이프 본편에서 들을 수 있고 에피소드2 에서는 매그너슨이 이 사건(마이크로웨이브 접시)을 다시 언급한다).
과거 클라이너와는 블랙 메사 연구소의 실험 수여 공로인 보조금을 두고 여러번 경쟁하곤 했었다.
화이트 포레스트에 주둔한 반군들의 지휘자이며 실제로도 매우 중요한 역할을 담당한다. 그는 블랙메사 사고 직후 몸을 피하여 반군을 조직, 반시민에 대한 물적, 기술적인 자원을 비롯한 온갖 보조를 해주었다. 보르티곤트들은 반군의 총 지휘자인 일라이에게 존경을 표하는 것처럼, 반군 지휘의 중추 요인인 매그너슨에게도 정중히 경의를 표하고 있다. 반군 기지에는 스트라이더를 효과적으로 파괴하는 그의 이름을 딴 매그너슨 장치가 있다.
바니 칼훈이 헤드크랩에 대한 끔찍한 경험을 갖고 있듯이, 매그너슨 또한 헤드크랩을 매우 싫어한다. 이는 본편에서 라마르에게 대하는 태도를 보면 알 수 있다.
작중 대사에 따르면, 화이트 포레스트 챕터에 등장하여 프리맨 대신관 챕터까지 함께 싸우는 보르티곤트와 매그너슨은 비슷한 말버릇을 가지고 있다. 이는 두 사람 간의 텔레파시와도 비슷한 것이라 할 수 있는데, 아무래도 그 보르티곤트는 매그너슨과 개인적인 친분이 있는 것으로 보인다.

### 견
견(犬, Dog)은 하프라이프 2에 등장하는 커다란 로봇으로, 일라이 밴스의 딸인 알릭스 밴스가 어렸을 때 그녀를 지키도록 하기 위해 만든 인공지능 로봇이다. 시리즈 별로 꾸준히 등장하며 게임의 진행에 막대한 도움을 준다.
조잡하고 녹슨 부품들, 그리고 콤바인 스캐너를 활용한 붉은 외눈 머리가 특징이다. 상대적으로 큰 팔을 갖고 있어 걷는 것이 고릴라와 닮았다. 초기 모델은 당시의 알릭스(현재 알릭스의 허리정도)보다 조금 큰 정도였다고 한다. 시간이 지나면서 일라이가 개조에 개조를 거듭하여 하프라이프 2에 등장하는 지금의 견이 만들어진 것이다.
말이나 상황에 따른 감정을 표현할 줄 알고, 자동차만큼 빠른 기동력을 갖고 있다. 중력총과 유사한 장치가 오른쪽 팔에 장착되어 있으며 게임 진행 중 콤바인 병사와 싸울 때 압도적인 힘을 보여주곤 한다. 라마르와 같이 팬들에게 큰 인기를 얻고 있다.

### 주디스 모스맨
주디스 모스맨(Judith Mossman)은 하프라이프 2부터 등장하는 캐릭터로, 일라이 밴스의 보조자로서의 위치에 머물며 콤바인의 첩자 역할을 했던 인물이다. 그러나 본편 마지막에서 진심으로 마음을 바꾸어 반군에 협력하게 되어 하프라이프 2: 에피소드 2에서는 북극 지방의 일대로 피신하여 콤바인에 본격적으로 대항할 수 있을지 모를 기술이 담긴 정보를 보내기도 한다. 애퍼처 사이언스와 연관된 선박 보리알리스의 정보는 차후 밝혀지게 될 것으로 보인다.
처음으로 등장하는 것은 하프라이프 2의 공휴일 챕터이지만 정확히 등장하는 것은 블랙 메사 동부 챕터다. 그 무렵엔 동부 기지의 감시망 역할을 맡고 있었던 것으로 보인다. 그녀의 발언에 따르면 본래 대공명 현상 사고 이전 블랙 메사 연구소에 자기가 취직했을 것이라고 하는데, 이는 주인공인 고든 프리맨이 인스브루크 대학에서의 경력과 아이작 클라이너의 추천으로 대신 가게 되었기 때문에 무산되었다. 역설적이게도 이는 그녀가 블랙메사 사고를 피해갈 수 있었던 계기가 된다. 그 무렵 그녀의 나이는 20대 초반으로 추측된다.
블랙메사 사고 이후 그녀는 오랜 친분이 있었던 일라이 밴스와 만나 반군 조직에 가담하게 되는데, 본편에서의 월리스 브린 박사와 그녀 사이에 오간 대사를 보면 10여년 전부터 반군과 콤바인의 이중 첩자역할을 해온 것으로 보인다.
암흑 핵융합로가 폭발하기 직전 모스맨은 일라이와 함께 17번 지구를 벗어나 화이트 포레스트로 직행하고, 여기서 모스맨은 다시 헬기를 이용하여 북극으로 향한다. 시타델의 이상 사태로 인해 벌어질 것에 대한 대비책을 위해 그녀는 그곳에서 선박 보리알리스와 관련된 중요 데이터를 알릭스 밴스에게 넘기고, 콤바인의 공격을 피하여 사라진다. 이후의 생사는 묘연하지만, 차후에 재등장할 것으로 추측된다.

### 오데사 커비지
오데사 커비지(Odessa Cubbage)는 게임 하프라이프 2에서 반군의 대장으로 등장하는 캐릭터중 하나이다.
오데사 커비지는 하프라이프2 "17번 고속도로" 챕터에서 한번만 등장하였으나 에피소드1에서 다시한번 언급되는걸로 보아 (알릭스의 "아뇨, 제 아버지는 오데사 커비지 대령이에요"[ 이 대사는 알릭스가 장난으로 한 말로 나온다 ] 그리고 반시민의 "한번 오데사 대령을 만나봤는데 바보가 따로 없더군요")하프라이프 2: 에피소드 3에서 출현 또는 언급될것으로 추정된다. 17번 고속도로 챕터에서는 고든 프리맨에게 건쉽을 격추시키기 위해 로켓 추진형 유탄 발사기를 건네주는데, 이에 대한 것은 대령이 있는 캠프에 도달하기 전 망원경을 통해 봄으로써 확인할 수 있다. 이때 등장하는 인물이 바로 G맨인데, 그는 고든이 올바른 곳으로 향하도록, 그리고 예정대로 RPG를 건네주도록 대령에게 조언한 뒤 사라진다.

### 그리고리 신부
그리고리 신부(Father Grigori)는 게임 하프라이프 2의 레이븐홈 챕터에서 등장하는 캐릭터이다.
그리고리 신부는 원래 레이븐홈의 러시아 정교회 성당의 신부로 지내고 있었다.
고든이 레이븐홈에 도착했을 당시, 그는 그때도 마을 분위기에 비해 상당히 깨끗한 청남색 신부복을 입고 금빛 십자가가 달린 목걸이를 하고 있었으며 대머리에 비해 대조적으로 덥수룩한 턱수염을 가지고 있었다.
평범한 광산 마을을 가장하고 반군기지로서 존재하던 레이븐홈은 어느날 반군의 주둔 사실을 알아챈 콤바인의 헤드크랩을 담은 로켓의 폭격을 받아 그리고리 신부를 제외한 모든 사람이 헤드크랩에 물려 좀비가 되어 마을 안을 배회하게 되었다. 목숨을 부지한 그리고리 신부는 살아남기 위해 레이븐홈을 전전하며 좀비들을 '구원하기' 위한 수많은 인공 함정을 만들어놓고 그들을 레이븐홈 내에서 소탕하기 위해 계속해서 싸운다.
그러던 와중 콤바인의 습격으로 인해 블랙 메사 동부에서 도망쳐왔던 고든 프리맨과 만나게 되고, 좀비와 헤드크랩을 쏴죽이거나 좀비를 상대로 강력한 위력을 발휘하는 산탄총을 던져주는 등, 여러 도움을 주며
고든이 끝까지 헤쳐나와 자신의 성당으로 오도록 유도한 후에 공동묘지에서 고든과 함께 윈체스터 장총으로 좀비들을 소탕하며 레이븐홈의 밖으로 나가는 곳으로 인도해준다.
그를 볼 수 있는 마지막 장소인 광산 출구에서, 그는 불길 너머로 모여 드는 좀비들을 구원하며 광소(狂笑)와 함께 종적을 감춘다. 에피소드 1의 요새 붕괴로 인하여 17번 지구와 그 외곽이 방사능에 뒤덮임에 따라 그리고리 신부는 죽었을 것이라는 추측이 있지만 확실치는 않다.
그리고 신부가 산탄총을 줄 때, 치트, 즉 고급 설정에서 개발자 콘솔 활성화 한 뒤, 노클립을 사용하여 날아가면 신부의 총 에나벨을 얻을 수 있다.

### 월리스 브린
월리스 브린(Wallace Breen)은 하프라이프 2에 등장하는 캐릭터이다.
브린은 하프 라이프 1 당시엔 블랙 메사 연구소의 행정관이었으며, 한 때 아이작 클라이너와 일라이 밴스, 고든 프리맨과 구면이었다.
블랙 메사 사고 이후 세계의 혼란과 연이어 터진 콤바인의 침공으로 인한 7시간 전쟁을 지구의 대표자로서 종결시키고, 지구가 그들에게 항복하는 것을 전제로 하여 그 지배권을 콤바인에게 주었다. 그 대신에 그는 권력과 힘을 얻게되어 콤바인의 앞잡이로 나서 지구의 대리 통치인이 된다.
하프라이프 2에선 17번 지구의 요새에 거주하며 통치하고 있었다.
하프라이프 2의 마지막엔 다른 차원으로 이동하려던 그가 알릭스 밴스와 고든의 저지로 인해 행방이 묘연하게 되었는데, 생사는 불명이다 (암흑 에너지 텔레포트 폭발로 사망했다고 추측).